# 土耳其與納粹大屠殺
土耳其在第二次世界大戰末期加入同盟國前一直保持中立，儘管如此，其仍在納粹大屠殺期間與德國保持密切的關係。土耳其在戰期間剝奪了三千至五千名居住於國外的猶太人的土耳其國籍；約有一萬名土耳其猶太人被驅逐至奧斯威辛、索比堡等等滅絕營，更有數百人被關押在納粹集中營。當德國鼓勵中立國們遣返他們各自的猶太公民時，土耳其外交官被收到指示，要他們盡量不要遣返猶太人，哪怕後者證明了自己是土耳其公民亦然。土耳其亦成為眾多中立國中唯一對自身的猶太人實施限制措施的中立國。在1940-1944年間，約13000位猶太人從歐洲經土耳其前往巴勒斯坦託管地。根據歷史學家里法特·巴利表示，戰期間因歧視性政策而遭受苦難的土耳其猶太人大於被土耳其拯救的猶太人。在戰後，土耳其和當地猶太社區的一些人誇大地宣稱其解救了猶太人，並藉由此神話來否認亞美尼亞種族滅絕。

## 背景
直到1950年以前，土耳其一直是個一黨獨大國家，在那個擁有強烈的民族主義政府領導之運作下，該政府將國家土耳其化與建立土耳其穆斯林資產階級放到優先級別，並因此犧牲其他少數宗教群體的利益。儘管一開始猶太人們確實對土耳其持有好感，但在該國成立後的二十年中，仍有三分之一到一半的猶太人選擇離開土耳其。猶太人被「推離」的因素包含：禁止猶太人結社，限制並公開譴責使用非土耳其語（比如「公民們，說土耳其語！」運動中被限制的猶太西班牙語），以及政府根據1926年通過的法律解雇被視為「非土耳其人」的國家公務員。發生在1934年的色雷斯大屠殺便對歐洲土耳其的猶太人進行種族清洗。

## 歷史
1939年，時任土耳其總理雷菲克·賽達姆曾表示「土耳其不會接受大量的猶太人，也不會接受在其他國家受到壓迫的個別猶太人」。當時土耳其接納了約一百名德國猶太難民學者，但該國當時擁有更多的德國納粹分子。在1937年後，移民被嚴格限制於「土耳其人種」。戰期間，生活在土耳其的猶太人面臨被徵入強制勞動營的歧視，1942年，土耳其還在經濟上摧毀了非穆斯林公民的財產稅。土耳其為當時所有中立國中唯一實行反猶太法律的國家。
戰期間，土耳其剝奪了三千至五千名居住在國外的猶太人國籍，其中大多數都是居住在法國。到1943年，土耳其便剝奪了93%歸化的猶太人，國籍遭到剝奪使得後者將面臨被驅逐或被謀殺之風險。2000至2500位土耳其猶太人被驅逐到奧斯威辛與索比堡等等滅絕營，另有幾百猶太人被關押至集中營。1942年底，當納粹德國在所謂的「遣返最後通牒」中，鼓勵中立國遣返他們的猶太公民時，土耳其外交官被收到指示，要求其盡量不要遣返猶太人，哪怕他們能證明自己是土耳其公民亦然。事實上其他中立國經常會為了生活在德國佔領下的歐洲猶太人而進行干預，但是歷史學家寇瑞·古特斯塔特卻發現「他幾乎找不到土耳其為任何土耳其猶太人進行干預的紀錄」。法國歷史學家克萊爾·扎克則認為，儘管土耳其政府有可能成功為土耳其猶太人干預，但「這種干預相當罕見，而且很快就戛然而止」。
土耳其領事向非土耳其猶太人提供外交保護之案例目前僅有一個，即法國人鲁蒂埃先生。對此時任土耳其駐法大使貝希奇·埃爾金斥責其鲁蒂埃出於人道主義而採取的行動，並讓他保證再也不這麼做，隨後土耳其駐馬賽領事福阿德·卡里姆向納粹當局提供一份由鲁蒂埃「非正式」協助的猶太人列表。1943年2月，土耳其承認了法國北部地區3000-5000位猶太人中的631人是土耳其公民身分。儘管土耳其駐巴黎領事館承認這些猶太人「迄今為止都是土耳其公民」，但他們卻沒有採取任何措施來幫助他們。雖然最終從法國遣返回國的有幾百位猶太人，但是更多的猶太人被送進了集中營。
儘管如此，仍然有一些土耳其官員無視安卡拉政府的要求，向土耳其猶太人發放回國證件，然而並非每個人都是出於人道主義原則，他們往往會向其要求性好處或賄賂來換取合法獲得回國證件的機會。土耳其總領事奥兹卡亚便是不符從安卡拉政府要求的其中一位，其在1944年2月試圖遣返72位土耳其猶太人，其中在3月24-25日，有40位土耳其猶太人被德國黨衛軍逮捕，送到了希臘海達里集中營，土耳其政府設法救出了其中的32位，並將其送回土耳其。土耳其駐羅德島領事塞拉哈廷·於爾庫門拯救了約50名猶太人，包括15-20位土耳其公民身分失效的猶太人。到2020年為止，他是唯一一位榮獲「國際義人」獎項的土耳其人。
1942年，來自羅馬尼亞的769位猶太難民試圖前往巴勒斯坦託管地，他們的船隻斯特魯瑪號在土耳其領海罹難、沉沒。賽亞達在談到這場災難時表示：「土耳其不會成為其他人不想要的人的家園」。1940年代，約有一萬名猶太人獲得土耳其過境簽證，使他們得以通過土耳其到達巴勒斯坦，然而土耳其對這些過境簽證施加限制，使得這些簽證都只有十天的期限，這意味著只要遭到任何延誤，這些簽證就等於廢紙一張無法使用。古特施塔特發現「在1942-43年這兩個年份中，大多數通過土耳其的逃難被阻斷了」，這些猶太人中的大多數在盟軍佔領巴爾幹後經過土耳其逃亡。

## 紀念活動
土耳其威脅稱，如果美國大屠殺紀念博物館報導了亞美尼亞種族滅絕，或者如果不取消1982年在特拉維夫舉行的包含亞美尼亞種族滅絕在內的納粹大屠殺與種族滅絕國際研討會，猶太人的安全就會受到威脅。
自1992年以來，土耳其在《絕望時刻》、《土耳其護照》等電影與《開往伊斯坦堡的末班車》、《大使》等書籍中宣揚著土耳其在大屠殺期間廣泛拯救猶太人的神話。史丹佛·J·肖在1993年的《土耳其與大屠殺》中開創了這個先例，不過他建立在更早以前的鄂圖曼帝國時期，並為該國的猶太人與穆斯林的關係提出了烏托邦式的願景。在1993年，土耳其遊說集團成功讓美國大屠殺紀念博物館將亞美尼亞種族滅絕排除在博物館的常設展之外後，土耳其教長拉比要求博物館報導土耳其外交館所謂的救援行動。這些未經證實的說法包含：10萬猶太難民在逃難途中途經土耳其；內傑特·肯特登上大屠殺列車並營救車內準備被屠殺的80位猶太人；奈米克·凱末爾·尤爾加領事營救了猶太人；曾犯下亞美尼亞種族滅絕的貝希奇·埃爾金營救約兩萬名猶太人。
土耳其於2008年成為國際大屠殺紀念聯盟的觀察員。在2011年以前，大屠殺紀念活動僅限於土耳其猶太社區，國家並未參與其中。兩位學者雅穆尔·卡拉卡亚與亚历杰德罗·贝尔指出，土耳其官員「利用大屠殺紀念儀式來宣傳完美無瑕的土耳其歷史之平台」，「土耳其政府官員始終將未受玷汙的土耳其歷史與固有且長期存在缺陷的歐洲遺產相比較，這意味著土耳其對自己的過去毫無任何批判性參與」。在2011年的儀式上，土耳其拉比大屠殺委員會主席蘇澤特·西迪將大屠殺與亞美尼亞種族滅絕相提並論，並總結說雖然土耳其是因為亞美尼亞人的反抗而挑起針對後者的行動，但大屠殺在歷史上是前所未有的，因為猶太人至始至終從未起身抵抗。
土耳其政府官員於2014年首次參加大屠殺紀念日，在該儀式上，外交部長梅夫呂特·恰武什奧盧聲稱：「在我們的歷史上沒有種族滅絕的痕跡，在我們的文明中沒有敵視他人的空間」。2013年，土耳其歐洲事務部長埃格曼·巴伊什聲稱：「我們的歷史上並不存在任何種族滅絕」。歐洲事務部也發表聲明表示：「土耳其社會一直都遠離反犹情緒，從未表現出任何反犹與仇外情緒，我們的人民一直擁抱著他們的猶太兄弟。」種族滅絕問題學者罗格·W·史密斯、埃里克·馬庫森與羅伯特·傑伊·利夫頓認為土耳其表現出「透過承認大屠殺來否認亞美尼亞種族滅絕的決心」，歷史學家馬克·大衛·貝爾將此描述為「表演性良心抹除」。這些儀式還忽略了一個事實，即如果土耳其猶太人的公民身分得到承認，他們就可能不會遭到殺害。

## 註腳
1. 1 2 3 4  Webman, Esther. . International Journal of Middle East Studies. 2014, 46 (2): 426–428. S2CID 162685190. doi:10.1017/S0020743814000361.
2. 1 2 3  Baer 2020，第202–203頁.
3. 1 2 3 4  Baer 2020，第202頁.
4. ↑  Ofer, Dalia. . Oxford University Press. 1990: 320. ISBN 978-0-19-506340-0 （英语）.
5. 1 2 3 4 5  Baer, Marc David. . AJS Review. 2015, 39 (2): 467–470. doi:10.1017/S0364009415000252.
6. ↑  Baer 2020，第4頁.
7. 1 2  Guttstadt, Corry; Mannoni, Olivier. . Revue d'Histoire de la Shoah. 2015, (2): 195  [2023-11-27]. doi:10.3917/rhsho.203.0195. （原始内容存档于2021-01-16）.
8. ↑  Zalc 2021，第226, 237頁.
9. 1 2 3  Baer 2020，第203頁.
10. ↑  Zalc 2021，第226頁.
11. ↑  Bahar 2012，第140–141頁.
12. 1 2  Guttstadt 2008，第293頁.
13. ↑  . Yad Vashem.   [14 January 2021]. （原始内容存档于2017-12-18） （英语）.
14. ↑  . Yad Vashem.   [14 January 2021]. （原始内容存档于2021-01-16） （英语）.
15. ↑  Baer 2020，第124, 129頁.
16. ↑  Baer 2020，第126–127頁.
17. ↑  Baer 2020，第22頁.
18. ↑  Baer 2020，第191–192頁.
19. ↑  Baer 2020，第132頁.
20. ↑  Baer 2020，第193–194頁.
21. ↑  Baer 2020，第198頁.
22. ↑  Baer 2020，第204–205頁.
23. ↑  Karakaya & Baer 2019，第706頁.
24. ↑  Karakaya & Baer 2019，第710頁.
25. ↑  Karakaya & Baer 2019，第712頁.
26. ↑  Baer 2020，第206頁.
27. 1 2  Baer 2020，第1頁.
28. ↑  Karakaya & Baer 2019，第713頁.
29. ↑  Karakaya & Baer 2019，第716頁.
30. ↑  Smith et al. 1995，第6, 11頁.
31. ↑  Baer 2020，第207–208頁.